# Paria del Regno Unito
La parìa del Regno Unito comprende tutti quei titoli di pari creati nell'ambito del regno di Gran Bretagna e Irlanda dopo l'Atto di Unione del 1800, nel quale la paria di Gran Bretagna venne rimpiazzata con la nuova. In questo ambito continuò a conservare particolari privilegi la paria d'Irlanda sino però al 1922, anno in cui essa si dichiarò stato indipendente.
In generale non sono più state create nuove parìe ereditarie dal governo del laburista Harold Wilson negli anni '60. L'ultimo ducato di prerogativa non reale venne creato nel 1900, l'ultimo marchesato nel 1926, e l'ultima contea non reale nel 1956. L'ultimo visconte venne creato nel 1964 e l'ultima baronia ereditaria non reale nel 1965.
Sino all'House of Lords Act 1999, tutti i pari del Regno Unito erano di diritto membri della Camera dei lord. Ad ogni modo, gran parte dei pari vennero esclusi con la riforma parlamentare mentre i pari a vita poterono mantenere la loro posizione.

## Duchi
| Titolo                         | Data di creazione | Cognome della famiglia | Stato attuale    | Note |
| ------------------------------ | ----------------- | ---------------------- | ---------------- | --- |
| Duca di Cambridge              | 1801, 2011        | Reale                  | Attivo           | Attuale detentore: Principe William. |
| Duca di Sussex                 | 1801, 2018        | Reale                  | Attivo           | Attuale detentore: Principe Harry. |
| Duca di Wellington             | 1814              | Wellesley              | Attivo           | Attuale detentore: Duca Charles |
| Duca di Buckingham e Chandos   | 1822              | Temple-Grenville       | Estinto nel 1889 | |
| Duca di Sutherland             | 1833              | Leveson-Gower          | Attivo           | Attuale detentore: Duca Francis |
| Duca di Cleveland              | 1833              | Vane                   | Estinto nel 1891 | |
| Duca di Inverness              | 1840              | Underwood              | Estinto nel 1873 | |
| Duca di Westminster            | 1874              | Grosvenor              | Attivo           | Attuale detentore: Duca Hugh |
| Duca di Connaught e Strathearn | 1874              | Reale                  | Estinto nel 1943 | |
| Duca di Gordon                 | 1876              | Gordon-Lennox          | Attivo           | Duca di Richmond nella parìa d'Inghilterra; Duca di Lennox nella parìa di Scozia.                                                       |
| Duca di Albany                 | 1853              | Reale                  | Sospeso nel 1919 | Duca di Sassonia-Coburgo-Gotha nella nobiltà tedesca.                                                                                   |
| Duca di Clarence e Avondale    | 1890              | Reale                  | Estinto nel 1892 | Precedentemente creato come Duca di Clarance, Duca di Clarence e St. Andrews, creato tale per Alberto del Galles, che non lasciò eredi. |
| Duca di Argyll                 | 1892              | Campbell               | Attivo           | Duca di Argyll nella parìa di Scozia.                                                                                                   |
| Duca di Fife                   | 1889, 1900        | Duff                   | Attivo           | |
| Duca di Gloucester             | 1928              | Reale                  | Attivo           | Attuale detentore: Principe Richard. |
| Duca di Kent                   | 1934              | Reale                  | Attivo           | Attuale detentore: Principe Edward. |
| Duca di Windsor                | 1937              | Reale                  | Estinto nel 1972 | Assegnato unicamente a re Edoardo VIII dopo la sua abdicazione.                                                                         |
| Duca di Edimburgo              | 1866, 1947, 2023  | Reale                  | Attivo           | Attuale detentore: Principe Edoardo. |
| Duca di York                   | 1892, 1920, 1986  | Reale                  | Attivo           | Attuale detentore: Principe Andrea. |
| Duca di Cumberland             | 1799              | Reale                  | Sospeso nel 1919 | Re di Hannover nella nobiltà tedesca.                                                                                                   |

## Marchesi
| Titolo                        | Data di Creazione | Cognome della famiglia | Stato attuale | Note |
| ----------------------------- | ----------------- | ---------------------- | ------------- | ---- |
| Marchese di Exeter            | 1801              | Cecil                  | attivo        |      |
| Marchese di Northampton       | 1812              | Compton                | attivo        |      |
| Marchese di Camden            | 1812              | Pratt                  | attivo        |      |
| Marchese di Anglesey          | 1815              | Paget                  | attivo        |      |
| Marchese di Cholmondeley      | 1815              | Cholmondeley           | attivo        |      |
| Marchese di Ailesbury         | 1821              | Brudenell-Bruce        | attivo        |      |
| Marchese di Bristol           | 1826              | Hervey                 | attivo        |      |
| Marchese di Ailsa             | 1831              | Kennedy                | attivo        |      |
| Marchese di Normanby          | 1838              | Phipps                 | attivo        |      |
| Marchese di Abergavenny       | 1876              | Nevill                 | attivo        |      |
| Marchese di Zetland           | 1892              | Dundas                 | attivo        |      |
| Marchese di Linlithgow        | 1902              | Hope                   | attivo        |      |
| Marchese di Aberdeen e Temair | 1916              | Gordon                 | attivo        |      |
| Marchese di Milford Haven     | 1917              | Mountbatten            | attivo        |      |
| Marchese di Reading           | 1926              | Isaacs                 | attivo        |      |

## Conti
| Titolo                          | Creazione | Altri titoli                                          |
| ------------------------------- | --------- | ----------------------------------------------------- |
| Conte di Rosslyn                | 1801      |                                                       |
| Conte di Craven                 | 1801      |                                                       |
| Conte di Onslow                 | 1801      |                                                       |
| Conte di Romney                 | 1801      |                                                       |
| Conte di Chichester             | 1801      |                                                       |
| Conte di Wilton                 | 1801      |                                                       |
| Conte di Powis                  | 1804      |                                                       |
| Conte Nelson                    | 1805      |                                                       |
| Conte Grey                      | 1806      |                                                       |
| Conte di Lonsdale               | 1807      |                                                       |
| Conte di Harrowby               | 1809      |                                                       |
| Conte di Harewood               | 1812      |                                                       |
| Conte di Minto                  | 1813      |                                                       |
| Conte Cathcart                  | 1814      |                                                       |
| Conte di Verulam                | 1815      |                                                       |
| Conte di St. Germans            | 1815      |                                                       |
| Conte di Morley                 | 1815      |                                                       |
| Conte di Bradford               | 1815      |                                                       |
| Conte di Eldon                  | 1821      |                                                       |
| Conte Howe                      | 1821      |                                                       |
| Conte di Stradbroke             | 1821      |                                                       |
| Conte Temple di Stowe           | 1822      |                                                       |
| Conte Vane                      | 1823      | Marchese di Londonderry nella parìa d'Irlanda         |
| Conte Cawdor                    | 1827      |                                                       |
| Conte di Burlington             | 1831      | Duca del Devonshire nella parìa d'Inghilterra         |
| Conte di Lichfield              | 1831      |                                                       |
| Conte di Durham                 | 1833      |                                                       |
| Conte Granville                 | 1833      |                                                       |
| Conte di Effingham              | 1837      |                                                       |
| Conte di Ducie                  | 1837      |                                                       |
| Conte di Yarborough             | 1837      |                                                       |
| Conte Innes                     | 1837      | Duca di Roxburghe nella parìa di Scozia               |
| Conte di Leicester              | 1837      |                                                       |
| Conte di Lovelace               | 1838      |                                                       |
| Conte di Gainsborough           | 1841      |                                                       |
| Conte di Strafford              | 1847      |                                                       |
| Conte di Cottenham              | 1850      |                                                       |
| Conte Cowley                    | 1857      |                                                       |
| Conte di Winton                 | 1859      | Conte di Eglinton nella parìa di Scozia               |
| Conte di Dudley                 | 1860      |                                                       |
| Conte Russell                   | 1861      |                                                       |
| Conte di Cromartie              | 1861      |                                                       |
| Conte di Kimberley              | 1866      |                                                       |
| Conte di Wharncliffe            | 1876      |                                                       |
| Conte Cairns                    | 1878      |                                                       |
| Conte di Lytton                 | 1880      |                                                       |
| Conte di Selborne               | 1882      |                                                       |
| Conte di Iddesleigh             | 1885      |                                                       |
| Conte di Cranbrook              | 1892      |                                                       |
| Conte di Halsbury               | 1898      |                                                       |
| Conte di Cromer                 | 1901      |                                                       |
| Conte di Plymouth               | 1905      |                                                       |
| Conte di Liverpool              | 1905      |                                                       |
| Conte di Midlothian             | 1911      | Conte di Rosebery nella parìa di Scozia               |
| Conte Kitchener di Khartoum     | 1914      |                                                       |
| Conte St Aldwyn                 | 1915      |                                                       |
| Conte Beatty                    | 1919      |                                                       |
| Conte Haig                      | 1919      |                                                       |
| Conte di Iveagh                 | 1919      |                                                       |
| Conte di Balfour                | 1922      |                                                       |
| Conte di Oxford e Asquith       | 1925      |                                                       |
| Conte Jellicoe                  | 1925      |                                                       |
| Conte di Inchcape               | 1929      |                                                       |
| Conte Peel                      | 1929      |                                                       |
| Conte di Strathmore e Kinghorne | 1937      | Conte di Strathmore e Kinghorne nella parìa di Scozia |
| Conte Baldwin di Bewdley        | 1937      |                                                       |
| Conte di Halifax                | 1944      |                                                       |
| Conte di Gowrie                 | 1945      |                                                       |
| Conte Lloyd George              | 1945      |                                                       |
| Conte Mountbatten di Burma      | 1947      |                                                       |
| Conte Alexander di Tunisi       | 1952      |                                                       |
| Conte di Swinton                | 1955      |                                                       |
| Conte Attlee                    | 1955      |                                                       |
| Conte di Woolton                | 1956      |                                                       |
| Conte di Snowdon                | 1961      | Lord Armstrong-Jones a vita                           |
| Conte di Stockton               | 1984      |                                                       |
| Conte di Wessex                 | 1999      | attuale detentore: Edoardo, conte di Wessex           |
| Conte di Strathearn             | 2011      | attuale detentore: William, duca di Cambridge         |

## Visconti
| Titolo                       | Creazione | Altri titoli |
| ---------------------------- | --------- | ------------ |
| Visconte St Vincent          | 1801      |              |
| Visconte Melville            | 1802      |              |
| Visconte Sidmouth            | 1805      |              |
| Visconte Exmouth             | 1816      |              |
| Visconte Combermere          | 1827      |              |
| Visconte Hill                | 1842      |              |
| Visconte Hardinge            | 1846      |              |
| Visconte Bridport            | 1868      |              |
| Visconte Portman             | 1873      |              |
| Visconte Hampden             | 1884      |              |
| Visconte Hambleden           | 1891      |              |
| Visconte Knutsford           | 1895      |              |
| Visconte Esher               | 1897      |              |
| Visconte Goschen             | 1900      |              |
| Visconte Ridley              | 1900      |              |
| Visconte Colville di Culross | 1902      |              |
| Visconte Churchill           | 1902      |              |
| Visconte Selby               | 1905      |              |
| Visconte Knollys             | 1911      |              |
| Visconte Allendale           | 1911      |              |
| Visconte Chilston            | 1911      |              |
| Visconte Scarsdale           | 1911      |              |
| Visconte Mersey              | 1916      |              |
| Visconte Cowdray             | 1917      |              |
| Visconte Devonport           | 1917      |              |
| Visconte Astor               | 1917      |              |
| Visconte Wimborne            | 1918      |              |
| Visconte St Davids           | 1918      |              |
| Visconte Rothermere          | 1919      |              |
| Visconte Allenby             | 1919      |              |
| Visconte Chelmsford          | 1921      |              |
| Visconte Long                | 1921      |              |
| Visconte Ullswater           | 1921      |              |
| Visconte Younger di Leckie   | 1923      |              |
| Visconte Bearsted            | 1925      |              |
| Visconte Craigavon           | 1927      |              |
| Visconte Bridgeman           | 1929      |              |
| Visconte Hailsham            | 1929      |              |
| Visconte Brentford           | 1929      |              |
| Visconte Buckmaster          | 1932      |              |
| Visconte Bledisloe           | 1935      |              |
| Visconte Hanworth            | 1936      |              |
| Visconte Trenchard           | 1936      |              |
| Visconte Samuel              | 1936      |              |
| Visconte Runciman di Doxford | 1937      |              |
| Visconte Davidson            | 1937      |              |

## Baroni
- Baroni ereditari nella Paria del Regno Unito